# Rod Lawler
Rod Lawler, född 12 juli 1971 i Liverpool, engelsk snookerspelare. 
Lawler blev proffs 1990 men gjorde inget större väsen av sig förrän 1996, då han nådde karriärens första och hittills enda final i en rankingturnering, International Open, där han bland annat slog världsmästaren Stephen Hendry i andra omgången, men föll i finalen med 3-9 mot John Higgins. Samma vår nådde han karriärens bästa resultat i VM, då han gick till andra omgången efter att sensationellt ha slagit ut John Parrott i första omgången.
Efter denna framgångsrika säsong, som förde honom upp till plats 20 på världsrankingen, har det gått sämre för Lawler. Han har dock hållit sig kvar på touren, och har då och då kvalat in till de stora turneringarna. Han har blivit känd för sin långsamma spelstil, vilket gett honom smeknamnet Rod the Plod.